# Sara Bulatović
Sara Bulatović (svetovno Ksenija Bulatović; Beograd, 5. maj 1967) srpski je arhitekta i monahinja Srpske pravoslavne crkve.

## Biografija
Ksenija Bulatović je rođena 1967. u Beogradu, Srbija. Studirala je kod Prof. Milanа Lojanicе – člana Srpske akademije nauka i umetnosti u Beogradu, i stekla diplomu arhitekte na Arhitektonskom fakultetu Univerziteta u Beogradu. Posle diplomiranja, od 1992−1997. radila je kod svog mentora prof. M. Lojanice kao asistent na predmetima za projektovanje i planiranje na Arhitektonskom fakultetu u Beogradu. Od 1992. do 2015. takođe je sarađivala sa mnogim preduzećima , kompanijama i udruženjima iz Beograda, kao što su: Studio ARCVS, Biro A43, Eurosalon – Home Market, Me.COM, Delta Invest, Srpska Pravoslavna Crkva, Filmski Centar Srbije. 2005. osnovala je svoj arhitektonski biro Studio CubeX. koji postoji i danas. K.Bulatović je aktivan član Društva arhitekata Beograda , Udruženja arhitekata Srbije i ULUPUDSa, tokom svoje karijere učestvovala je na mnogim arhitektonskim konkursima i osvajala mnoge nagrade. 2008. ona započinje rad na eksperimentalnom arhitektonskom projektu – Symbiosis sa koautorima: Saša Naumović, Ksenija Bunjak, Aleksej Đermanović, Dara Fanka... 2014/15. postala je član međunarodnog žirija AICA-Artist In Concrete Award u Mumbaiu, India. Učestvuje na mnogim internacionalnim konferencijama pretežno sa projektom Symbiosis: Simbiotička arhitektura. Pridružila se sestrinstvu pravoslavnog manastira rođenja Svetog Jovana Preteče u Jasenovcu, u Hrvatskoj 2018. godine. Zamonašena je u shimu na Ivanjdan, 7. jula 2024. od strane Episkopa pakračko-slavonskog gospodina Jovana i dobila monaško ime Sara.

### Istaknuti objekti
- Milenijumski Sat 2000, Beograd – Prva nagrada
- Vlada Republike Srpske, Banja Luka – Prva nagrada
- "The Capital Plaza" Podgorica - Prva nagrada
- Cvetni trg, Beograd, Srbija - Prva nagrada

## Arhitektonski posao

### Konceptualni projekti
- Uredjenje pešačke zone Novi Sad, konkurs (2018). Autor sa Sofija Conić, Tamara Vuković, Jelena Škerović, Dara Fanka i Saša Naumović
- Rekonstrukcija Gardoš, Zemun, Srbija (2018). Autor sa Tamara Vuković, Jelena Škerović, Dara Fanka i Igor Čubra
- Crkva-rotonda, Sv. Nikola u Nova Gradiška u Hrvatska (2016). Autor sa Tamara Vuković i Jelena Škerović
- Bioskop PALEŽ, Obrenovac, Srbija (2016).Autor sa Jelena Čubra
- Bioskop ABAZIJA, Palić, Srbija (2014). Autor sa Jelena Čubra i Nikola Baković
- Galerija Janka Brašića, Oparić, Srbija (2012/2013). Autor sa Saša Naumović i Nikola Baković
- Amfiteatar i pozornica, Manastir Kalenić, Srbija (2012/2013). Autor sa Jelena Čubra, Saša Naumović i Nikola Baković
- Crkva Svetog Jakova, Prizren, Srbija (2012). Autor sa Nikola Baković
- Arhitektonski konkurs za City Centre u The Radničkoj ulici, Novi Sad (2009) - Autor sa Ksenija Bunjak, Božidar Nestorović, Nikola Aleksić, Daniela Perović, Slađana Meseldžijai Igor Vujačić.
- Višenamenski poslovni/rezidencijalni objekat , Petrovac (2009) – Konkurs - I narada. Autor sa Vesna Cagić-Milošević, Danijela Perović, Slađana Meseldžija i Ksenija Bunjak.
- Stambeno poslovni objekat na uglu ulica Braće Krsmanović i Žička street, Beograd (2008). Autor sa Andreja Mitrović i Nikola Nikodijević.
- Prostorno uređenje "Šipčanik", Podgorica (2007) – Konkurs – II nagrada. Autor sa Branko Jovanović, Slađana Meseldžija, Ana Kos i Branko Jovanović.
- Rekonstrukcija i enterijer za Dijagnostički centar , Belgrade (2007). Autor sa Petar Arsić.
- ‘City gate’, Belgrade (2005)- Konkurs.Autor sa Vladimir Ribar, Slađana Meselđija i Nikola Đurović.
- Beogradski pristan, Belgrade (2003) – Konkurs – III nagrada. Autor sa Ivana Parte, Vladimir Ribar i Vesna Cagić-Milošević.
- Poslovni objekat u Golsvortievoj ulici, Beograd (2002). Autor sa Igor Čubra, Jelena Čubra i Vesna Cagić-Milošević.
- Cvetni trg, Beograd (2000) – Konkurs – I nagrada. Autor sa Igor Čubra, Jelena Čubra i Biljana Mihajlović.
- Crnogorska akademija nauke i umetnosti, Podgorica (1996) – Konkurs – II nagrada. Autor sa Jelena Čubra i Saša Naumović.

### Realizovani objekti
- Brod-restoran VOGUE, Budimpešta, Mađarska (2015).
- Fontana Bioskop, Novi Beograd, Srbija (2010). Autor sa Vesna Cagic Milošević.
- Vladičanski dvor, Mostar, BiH. Autor sa Ivana Sasin, Danijela Perović i Slađana Meseldžija.
- Rekonstrukcija i enterijer Hotel Platani (2009), Trebinje, Herzegovina. Autor sa Ivana Sasin, Danijela Perović, Slađana Meseldžija i Ksenija Bunjak.
- Kamelija tržni centar (2009) Kotor, Crna Gora. Autor sa Mladen Krekić i Goran Andrejin.
- Prostorno uređenje "13. Jul" Šipčanik (2008), Podgorica, Crna Gora. Autor sa Slađana Meseldžija i Danijela Perović.
- Poslovni objekat u Takovskoj ulici 23-25 (2008), Beograd, Srbija – "Večernje Novosti" Nagrada. Autor sa Vesna Cagić-Milošević.
- Stambeni objekat - Stevana Sremca ulica (2007), Beograd, Srbija. Autor sa Vesna Cagić-Milošević.
- Stambeno poslovni objekat na Vidikovcu (2006), Beograd, Srbija. Autor sa Vesna Cagić-Milošević, Ivana Parte i Milica Nešić.
- Poslovni objekat Blok 3 – Novi Beograd (2005), Beograd, Srbija. Autor sa Vesna Cagić-Milošević.
- Rekonstrukcija i enterijer Shopping centra Sad Novi Bazzar (2004/2005), Novi Sad, Srbija.
- Vlada Republike Srpske (2004), Banja Luka, BiH. Autor sa Vesna Cagić-Milošević and Igor Čubra.
- Eurosalon - Home market rekonstrukcija (2002/2004), Beograd, Srbija. Autor sa Vesna Cagić-Milošević.
- Eurosalon – Home market enterijer (2002/2004) Beograd, Srbija. Autor sa Vesna Cagić-Milošević.
- Prototip kioska za Nacionalnu banku Srbije (2002), Srbija. Autor sa Igor Čubra i Jelena Čubra.
- Delta sat 2000 (1999), Beograd, Srbija. U saradnji sa Studiom "Arcvs".

### Objekti u toku gradnje
- Cvetni trg u Beogradu, Srbija. Autor sa Igor Čubra, Jelena Čubra, Biljana Mihajlović, Nikola Baković
- Stambeni objekat u Skenderbegovoj ulici, Beograd, Srbija. Autor sa Vesna Cagić-Milošević.
- Poslovni objekat na uglu Takovske i Kosovske ulice, Beograd, Srbija. Cooperation with Vesna Cagić-Milošević.
- Manastir u Jasenovcu, Hrvatska

## Knjige
- Opština Žitorađa: Stare seoske kuće i njihova tipologija , Beograd (2015) Autori: Ksenija Bunjak and Ksenija Bulatović

## Izložbe
- 2015 - Mapiranje identiteta-Arhitektura Beograda 1919-2015, Muzej primenjene umetnosti u Beogradu
- 2014 - Retrospektivna izložba, O3ONE - Beograd i Platani -Trebinje
- 2013 - Izabrani radovi- Bioskop Fontana, BINA, Novi Beograd
- 2010 - Shanghai, China, Srpski Paviljon za EXPO 2010
- 2010 - Kan, MIPIM, Francuska Beogradski Paviljon
- 2003 - 2016 - Beograd, Salon arhitekture, Muzej primenjene umetnosti u Beogradu
- 2007 - Beograd, Kontrasti i paralele, Muzej primenjene umetnosti u Beogradu
- 2006 - Venecija, Biennale di Venezia|Biennale of Venice, Italija, Project- Beodrad

## Nagrade
- 2008 - "Vecernje Novosti" Nagrada – objekat godine - Poslovni objekat u Takovskoj ulici 23-25. Autor sa Vesna Cagić-Milošević.

## Spoljašnje veze
- http://www.cubex.rs%5B%5D
- http://www.dab.rs/arhbiroi/140-cubex-studio.html%5B%5D
- http://www.novosti.rs/vesti/kultura.71.html:234580-Emotivnost-zenske-kuce
- https://web.archive.org/web/20111006194038/http://scindeks.nb.rs/article.aspx?artid=1450-605X0910203K
- http://dia.rs/?p=2072%5B%5D
- http://dia.rs/?p=1991%5B%5D
- https://web.archive.org/web/20110707134948/http://www.anakovencz-vujic.com/expo_paviljon.html
- https://web.archive.org/web/20101219160112/http://www.ksenijabunjak.com/sr/konkursi.html